# Dschandschawid

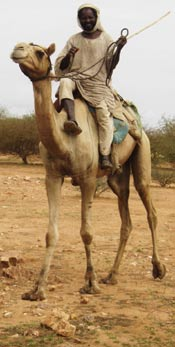
Dschandschawid in Darfur (2004)

Die Dschandschawid (arabisch جنجويد, DMG Ǧanǧawīd; englische Transkription: Janjaweed) sind eine bewaffnete Miliz in der Region Darfur im westlichen Sudan. Die Gruppe besteht aus berittenen Kämpfern, die zum größten Teil aus Beduinen- bzw. nomadischen Gesellschaften stammen, d. h., es sind mehrheitlich Abbala (im Norden Darfurs nomadisch lebende Rizeigat-Gruppen). Auch schlossen sich ihr Veteranen der ehemaligen Islamischen Legion von Muammar al-Gaddafi an. Der Name Dschandschawid (von arabisch: dschinn „Geist, Dämon“, und möglicherweise dem ins Arabische entlehnten, englischen Wort gun, „Gewehr“, sowie dschawad „Pferd“) bedeutet sinngemäß „berittene Teufel“ oder „Teufel auf Pferden“.
Die Dschandschawid sprechen mehrheitlich Arabisch als Muttersprache und sind Muslime.
Sie sind die Nachfolger früherer Abbala-Milizen, der Murahilin, die bereits seit den 1980er Jahren am Rande des Konflikts der sudanesischen Zentralregierung mit der aus dem Süden stammenden Sudanesischen Volksbefreiungsarmee (SPLA) im Sezessionskrieg im Südsudan von Seiten der Regierung unterstützt und bewaffnet wurden. 2013 gingen die Rapid Support Forces aus den Reihen der Dschandschawid hervor. Faktisch unterstehen die Reiterverbände seitdem der RSF.
Seit 2003 sind die Dschandschawid der Hauptaggressor im Konflikt in der Region Darfur. Die Angriffe finden auch auf tschadischem Hoheitsgebiet statt und treffen sowohl Flüchtlinge aus dem Sudan als auch Tschader. Man kann davon ausgehen, dass enge Verbindungen zwischen tschadischen Rebellen und den Dschandschawid bestehen.

## Geschichte
1916 wurde das unabhängige Sultanat Darfur in den Sudan eingebunden. Aufgrund der knappen Ressourcen gab es zwischen den sesshaften Völkern (Fur, Masalit, Zaghawa) und den nomadisierenden Völkern der Region immer Konfliktpotential. Durch zunehmende Ausbreitung der Wüste und lange Trockenperioden wurden sowohl Weideland als auch Wasser knapp, womit sich der Konflikt verschärfte.
In den 1980ern wurden von der sudanesischen Regierung nordsudanesische Milizen mit Waffen versorgt, um Aufständische im Südsudan zu bekämpfen. Die Interessen der Region wurden im gesamtsudanesischen Friedensprozess nicht berücksichtigt. Dies verstärkte bei vielen Fur, Masalit und Zaghawa den Eindruck, dass die Region politisch wie wirtschaftlich an den Rand gedrängt werde.
Um ein Ende der Marginalisierung durchzusetzen, bildeten sich im Februar 2003 die zwei Rebellenorganisationen Sudanesische Befreiungsarmee (SLA, Sudan Liberation Army) und Bewegung für Gerechtigkeit und Gleichheit (JEM, Justice and Equality Movement) und begannen einen bewaffneten Kampf gegen die Regierung. Diese reagierte mit militärischen Mitteln und mobilisierte auch massiv Milizen, eben die Dschandschawid, die sie mit Waffen ausrüstete. Ermöglicht wurde deren Instrumentalisierung vor allem durch die bestehenden Konflikte zwischen sesshaften und nomadischen Volksgruppen, verschärft durch die zunehmende Aridisierung (Wüstenbildung) und die damit einhergehende marginalisierte Stellung der Nomaden in der Region, die durch den Anschluss an die islamistische Regierung und die Ideologie des Panarabismus kompensiert werden konnte.
Die Dschandschawid begingen ebenso wie die Rebellen zahlreiche Menschenrechtsverletzungen an der sesshaften Zivilbevölkerung: Massenexekutionen, Vergewaltigungen, Vertreibungen, Zerstörung von Dörfern und Brunnen. Die sudanesische Regierung gab, wenn nötig, Luftunterstützung bei Angriffen auf Dörfer.
Sie gingen dabei mit einer Konsequenz vor, die von vielen Seiten den Vorwurf der ethnischen Säuberung bis hin zum Völkermord laut werden ließ. Bis zum Sommer 2004 waren schätzungsweise 30.000 bis 50.000 Menschen getötet worden, und mehr als eine Million waren auf der Flucht, teilweise auch in den benachbarten Tschad. Im Oktober 2006 gibt die Sudan Tribune die Zahl von 200.000 Toten – durch direkte Gewalt oder indirekt etwa durch Hunger – und zwei Millionen Vertriebenen an.
Am 5. Mai 2006 wurde in Abuja zwischen der Regierung und einer Rebellengruppe, der SLA-Fraktion von Minni Arcua Minnawi, ein Waffenstillstand geschlossen. Der größte Teil der Rebellen akzeptierte den Vertrag jedoch nicht und der Konflikt wurde praktisch unverändert weitergeführt. Die Attacken der Dschandschawid gegen die Zivilbevölkerung mit Unterstützung durch die sudanesische Regierung hielten an. Bis zum Juni 2012 war die Zahl der Getöteten auf ca. 400.000, die der Vertriebenen auf 2,5 Millionen angestiegen.

## Flüchtlingskrise in Europa
Seit der Flüchtlingskrise in Europa ab 2015 ist die EU bemüht, mit Hilfe des Sudan den Menschenschmuggel durch den Sudan nach Libyen zu unterbinden. Dabei wird die Regierung indirekt unterstützt. Die New York Times berichtete im April 2018, dass das Regime eine Miliz unter der Bezeichnung Rapid Support Forces (RSF) einsetzt, um gegen Menschenschmuggler vorzugehen. Die Truppe soll sich demnach aus Dschandschawid rekrutieren und selbst am Schmuggel verdienen sowie für Menschenrechtsverletzungen verantwortlich sein. Die RSF werden von Mohammed Hamdan Daglo befehligt, der seit dem Militärputsch 2019 stellvertretender Vorsitzender des herrschenden Militärrates ist.

## Ausrüstung
Neben einer üblichen Wüstenkleidung aus langen Gewändern, die Schutz vor der Sonne bieten, sind die Dschandschawid mit Sturmgewehren und Granatwerfern ausgerüstet.